# Taina Murtomäki
Taina Murtomäki (* 23. Januar 1968) ist eine ehemalige finnische Biathletin.
Murtomäki startete zwischen 1988 und 1993 im Biathlon-Weltcup. In den Einzelrennen belegt sie zumeist einen der hinteren Plätze. Ihre beste Platzierung war ein 21. Platz beim Sprint in Oslo in der Saison 1987/88. Allerdings gab es in diesem Rennen nur 23 Starterinnen. Dieser 21. Platz war auch ihre einzige Platzierung in den Punkterängen, denn bis zur Saison 1999/2000 gab es nur für die ersten 25 Athletinnen Punkte. In den Mannschaftswettbewerben erzielte sie bessere Ergebnisse. In Oslo erreichte sie 1988 zusammen mit Katri Toumaala und Seija Hyytiäinen den dritten Platz im Staffelrennen. In der Saison 1990/91 erreichte sie mit Tuija Sikiö und Seija Hyytiäinen im Staffelrennen den fünften Platz.
Murtomäkis Trefferquote lag bei um die 50 % und war damit deutlich geringer als bei den führenden Athletinnen.

## Biathlon-Weltcup-Platzierungen
Die Tabelle zeigt alle Platzierungen (je nach Austragungsjahr einschließlich Olympische Spiele und Weltmeisterschaften).
- 1.–3. Platz: Anzahl der Podiumsplatzierungen
- Top 10: Anzahl der Platzierungen unter den ersten zehn (einschließlich Podium)
- Punkteränge: Anzahl der Platzierungen innerhalb der Punkteränge (einschließlich Podium und Top 10)
- Starts: Anzahl gelaufener Rennen in der jeweiligen Disziplin
- Staffel: inklusive Mixed-Staffel

| Platzierung                         | Einzel | Sprint | Verfolgung | Massenstart | Team | Staffel | Gesamt |
| ----------------------------------- | ------ | ------ | ---------- | ----------- | ---- | ------- | ------ |
| 1. Platz                            |        |        |            |             |      |         |        |
| 2. Platz                            |        |        |            |             |      |         |        |
| 3. Platz                            |        |        |            |             |      | 1       | 1      |
| Top 10                              |        |        |            |             | 1    | 2       | 3      |
| Punkteränge                         |        | 1      |            |             | 1    | 2       | 4      |
| Starts                              | 3      | 4      |            |             | 1    | 2       | 10     |
| Stand: Karriereende (unvollständig) |        |        |            |             |      |         |        |